# Scilla (vino)
Lo Scilla è un vino ad Indicazione Geografica Tipica (IGT) la cui produzione è consentita nella provincia di Reggio Calabria ed è riservata ai vini rossi e rosati prodotti nel solo comune di Scilla. Si ottiene con uve dai vitigni di Nerello cappuccio, Calabrese nero, Castiglione. Se ne produce anche un tipo secco. La resa massima dell'uva in vino non deve essere superiore al 75%.
Si vendemmia a metà ottobre con raccolta manuale. Dopo essere state pigiate, le uve fermentano in fusti in acciaio a 28 °C, poi vengono pressate ed il mosto viene messo in serbatoi d'acciaio per circa 8 giorni a temperatura controllata per poi fatto maturare sempre in acciaio. La gradazione alcoolica è di 12°.

## Rosso e Rosato
- Titolo alcolometrico volumico minimo: 12%;
- Vitigni: uno o più vitigni raccomandati o autorizzati per la provincia di Reggio Calabria a bacca di colore corrispondente o anche a bacca bianca, fino ad un massimo del 15%;
- Resa massima di uva per ettaro di vigneto: 100 quintali;
- Tipologie: novello (solo per il rosso).

## Scheda Organolettica
- Colore:rosso rubino scarico, tendente al cerasuolo; rosato.
- Aroma:intenso, fruttato, con delicate note di fragola e mirtilli.
- Gusto:pieno, caldo, con un'ottima persistenza gustativa e una discreta nota sapida.

## Abbinamenti consigliati
Lo Scilla si abbina perfettamente con il pesce o le carni bianche, ma si esalta con formaggi e, in particolare, con ricotte fresche. Si serve preferibilmente alla temperatura di 16 °C.

## Produzione
Provincia, stagione, volume in ettolitri
- Reggio Calabria (1995/96)
- Reggio Calabria (1996/97)
- Reggio Calabria (1998/99)
- Reggio Calabria (2000/01)
- Reggio Calabria (2001/02)
- Reggio Calabria (2002/03)
- Reggio Calabria (2003/04)